# Estação Parque Ideal
A Estação Parque Ideal é uma estação integrante da Linha 1 do Metrô de Teresina, administrada pela Companhia Ferroviária e de Logística do Piauí, localizada na rua Dr. Pedro Teixeira, no bairro Parque Ideal, cidade de Teresina, estado do Piauí, Brasil.

## Ver Também
- Metrô de Teresina
- Linha 1 do Metrô de Teresina